# Sicameira gracilis
Sicameira gracilis är en kräftdjursart som först beskrevs av A. Scott 1896.  Sicameira gracilis ingår i släktet Sicameira, och familjen Ameiridae. Arten är reproducerande i Sverige.